# Cedric Jonathan
Cedric Jonathan (* 1988) ist ein US-amerikanischer Schauspieler und ein Model.

## Leben
Jonathan debütierte 2012 in einer Episode der Fernsehserie Hawaii Five-0 und in dem Kurzfilm Joshua als Schauspieler. Von 2013 bis 2014 stellte er die Rolle des Cedric in Steam Room Stories dar. Es folgte 2016 eine größere Rolle in dem Low-Budget-Film Zoombies – Der Tag der Tiere ist da! und eine Serienbesetzung in Pretty Dudes. 2017 übernahm er die Rolle des Kampfpiloten Ishiro Tsubaraya in Alien Convergence – Angriff der Drachenbiester und war außerdem in einer Nebenrolle in Oceans Rising zu sehen. Von 2018 bis 2019 mimte er verschiedene Charakterrollen in dem Fernsehformat Totally TV.

## Filmografie
- 2012: Hawaii Five-0 (Fernsehserie, Episode 2x14)
- 2012: Joshua (Kurzfilm)
- 2013: The Haumana
- 2013–2014: Steam Room Stories (Fernsehserie, 8 Episoden)
- 2014: The 10 Year Plan
- 2014: Stray Dogs (Kurzfilm)
- 2016: Zoombies – Der Tag der Tiere ist da! (Zoombies)
- 2016: Pretty Dudes (Fernsehserie, 4 Episoden)
- 2016: It’s Asian Men! (Kurzfilm)
- 2017: Oceans Rising
- 2017: Sinister Minister (Fernsehfilm)
- 2017: Alien Convergence – Angriff der Drachenbiester (Alien Convergence)
- 2017: The Hunter and the Hunted
- 2018: Nothing is the Same (Kurzfilm)
- 2018: Natural Vice
- 2018–2019: Totally TV (Fernsehserie, 17 Episoden)
- 2019: Clickbait
- 2019: The Islands
- 2019–2020: The Super Pops (Fernsehserie, 2 Episoden, verschiedene Rollen)
- 2021: Zenophobia (Kurzfilm)
- 2021: Pandemic Response